# Đội tuyển Davis Cup Mozambique
Đội tuyển Davis Cup Mozambique đại diện Mozambique ở giải đấu quần vợt Davis Cup và được quản lý bởi Liên đoàn Quần vợt Mozambique. Họ không thi đấu từ năm 2016.

## Lịch sử
Mozambique tham gia kì Davis Cup đầu tiên vào năm 2014.

## Đội hình hiện tại (2015)
- Franco Mata
- Jossefa Elias
- Hugo Moreira

## Thành tích đối đầu
(theo số trận)
- vs  Algérie 2 trận 0–2
- vs  Bénin 2 trận 0–2
- vs  Botswana 1 trận 1–0
- vs  Cộng hòa Congo 1 trận 1–0
- vs  Libya 1 trận 1–0
- vs  Ai Cập 1 trận 0–1
- vs  Namibia 1 trận 0–1